# Dicranota flavibasis
Dicranota flavibasis är en tvåvingeart. Dicranota flavibasis ingår i släktet Dicranota och familjen hårögonharkrankar.

## Underarter
Arten delas in i följande underarter:
- D. f. flavibasis
- D. f. minuscula